# Ойлдейл (Каліфорнія)
Ойлдейл (англ. Oildale) — переписна місцевість (CDP) в США, в окрузі Керн штату Каліфорнія. Населення — 36 135 осіб (2020).

## Географія
Ойлдейл розташований за координатами 35°25′30″ пн. ш. 119°1′40″ зх. д. / 35.42500° пн. ш. 119.02778° зх. д. (35.424942, -119.027914).  За даними Бюро перепису населення США в 2010 році переписна місцевість мала площу 16,92 км², уся площа — суходіл.

## Демографія
Згідно з переписом 2010 року, у переписній місцевості мешкали 32 684 особи в 12 023 домогосподарствах у складі 7926 родин. Густота населення становила 1932 особи/км².  Було 13555 помешкань (801/км²).
Расовий склад населення:
| - 84,0 % — білих - 1,8 % — корінних американців - 1,0 % — азіатів - 0,8 % — чорних або афроамериканців - 0,1 % — вихідців з тихоокеанських островів - 8,1 % — осіб інших рас |

До двох чи більше рас належало 4,3 %. Частка іспаномовних становила 19,3 % від усіх жителів.
За віковим діапазоном населення розподілялося таким чином: 28,8 % — особи молодші 18 років, 61,2 % — особи у віці 18—64 років, 10,0 % — особи у віці 65 років та старші. Медіана віку мешканця становила 31,4 року. На 100 осіб жіночої статі у переписній місцевості припадало 94,9 чоловіків;  на 100 жінок у віці від 18 років та старших — 91,9 чоловіків також старших 18 років.
Середній дохід на одне домашнє господарство  становив 47 951 долар США (медіана — 35 552), а середній дохід на одну сім'ю — 52 007 доларів (медіана — 40 493). Медіана доходів становила 44 173 долари для чоловіків та 32 835 доларів для жінок. За межею бідності перебувало 29,3 % осіб, у тому числі 37,3 % дітей у віці до 18 років та 15,2 % осіб у віці 65 років та старших.
Цивільне працевлаштоване населення становило 11 861 осіб. Основні галузі зайнятості: освіта, охорона здоров'я та соціальна допомога — 21,4 %, роздрібна торгівля — 14,0 %, науковці, спеціалісти, менеджери — 11,5 %, сільське господарство, лісництво, риболовля — 10,7 %.